# Неодруидизм
Неодруиди́зм, современный друиди́зм (англ. Druidry, реже Druidism) — современное духовное или религиозное движение, направленное на уважительное отношение к физическому ландшафту, флоре, фауне и народам мира, а также к природным божествам и духами природы и места. Теологические представления современных друидов разнообразны, но все они почитают божественную сущность природы.
Относится к эклектическому неоязычеству в рамках деления неоязыческих движений на эклектизм и реконструкционизм.
Хотя в практике современного друидизма существуют значительные региональные и групповые различия, друидов по всему миру объединяет основной набор общих духовных и религиозных практик: медитация, молитва/общение с божествами и духами, представления об экстрасенсорных методах познания, обращение к природной духовности для построения религиозных практик и ритуалов, регулярная практика связи с природой и деятельность по защите окружающей среды.
Ранний неодруидизм возник в Британии в XVIII веке в рамках романтизма, прославлявшего древние кельтские народы железного века, ранние неодруиды стремились подражать жрецам железного века — друидам. В то время об этих древних жрецах было известно мало точной информации, поэтому неодруидизм не имеет с ними прямой связи, несмотря на противоположные заявления некоторых неодруидов.
В конце XVIII века неодруиды создали организации в форме братств по образцу масонства, которые использовали романтический образ британских друидов и бардов как символа коренной духовности доисторической Британии. Некоторые из этих групп были чисто братскими и культурными, например, старейший из сохранившихся, Древний орден друидов, основанный в 1781 году, который сформулировал свои традиции из национального воображения Британии. Другие группы в начале XX века слились с современными движениями, такими как движение за физическую культуру и натуризм. С 1980-х годов некоторые группы неодруидов приняли методологию, аналогичную методологии кельтского реконструкционизма, в попытке создать более исторически точные практики. Однако до сих пор ведутся споры, насколько современный друидизм сходен с традициями друидов железного века.
По состоянию на 2020 год неодруидизм был представлен в 34 странах. Значение, которое современные друиды придают кельтскому языку и культуре варьируется в зависимости от культурной среды, в которой живёт отдельный друид. К 2020 году примерно 92 % неодруидов проживали за пределами Британских островов.

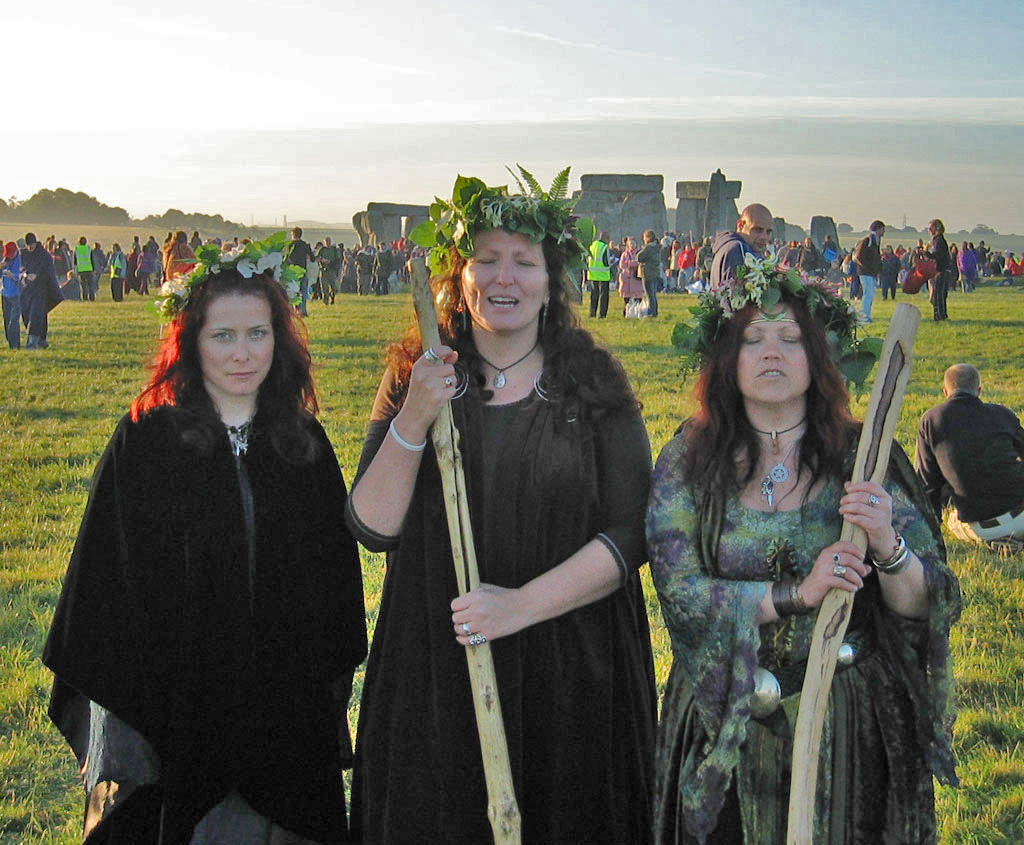
Женщины-друиды в день летнего солнцестояния около Стоунхенджа

По данным переписи населения Великобритании, Канады, Австралии, Новой Зеландии и Ирландии за 2011—2013 годы и данных отчёта ARIS за 2008 год в США, численность неодруидов, проживающих в англоязычных странах, оценивается в 59 299 человек. Реальная численность неодруидов, предположительно, значительно превышает это число, поскольку многие страны, в которых проживают друиды, не фиксируют их как отдельную группу в своих переписях. Опросы по языческой вере также, вероятно, недооценивают численность неодруидов, поскольку только 63 % неодруидов отождествляют себя с какой-либо из категорий язычников. Кроме того, 74 % друидов в мире сообщают о серьёзных опасениях в конфиденциальности и безопасности из-за дискриминации и преследований в их местных сообществах, поэтому, предположительно, они не сообщают о своей принадлежности к друидизму в переписях.
В то время как современный друидизм быстро распространился во многих странах, неодруиды не занимаются прозелитизмом, и 74 % из них стремятся сохранить свои духовные практики в тайне.